# 中村真理子
中村 真理子（なかむら まりこ、1959年3月29日 - ）は、日本の漫画家。和歌山県和歌山市出身。武蔵野美術大学卒。

## 来歴・人物
大学卒業後、劇画村塾に入塾。1980年『運命のファースト・キッス』（「ザッツコミック」）でデビュー。小池一夫や狩撫麻礼原作付きの作品を多数手がける。『クロサワ/炎の映画監督・黒澤明伝』（原作：園村昌弘）で2001年文化庁メディア芸術祭マンガ部門・優秀賞を受賞。

## 主な作品
- マッチョテイスト（原作：小池一夫、小学館、全2巻、1982/6-1982/10）
- シングル巣（原作：小池一夫、小学館、全3巻、1983/11-1984/9）
- 唇にブルース・ハープ（原作：狩撫麻礼、スタジオシップ、全1巻、1984/5/20）
- ガラスの靴は似合わない（講談社、全1巻、1986/12）
- やさしさの途中（光文社、全1巻、1987/10）
- ミスマッチ（リイド社、全1巻、1987/12）
- ちょっとお砂糖貸して（講談社、全1巻、1989/01）
- ギャルボーイ!（講談社、全33巻、1989/09-1998/8）
  - 新ギャルボーイ!（講談社、全10巻、1999/04-2001/10）
  - ギャルボーイ!plus（講談社、全2巻、2004/8/11-2007/9/13）
  - ギャルボーイ! ファミリー（講談社、全1巻、2009/8/10）
- 天使派リョウ（原作：狩撫麻礼、小学館、全10巻、1990/04-1992/6）
- Days 時の満ちる（原作：狩撫麻礼、ワニブックス、全2巻、1992/5）
- ギィルティ（原作：狩撫麻礼、小学館、全3巻、1993/1-1993/7）
- ハートの証明（講談社、全1巻、1995/09）
- 若葉マーク（講談社、全1巻、1996/12）
- レア者（講談社、上下巻、2003/3/13）
- ガラスの椅子（講談社、全8巻、2005/4/13-2006/12/13）
- 密月（講談社、全5巻、2007/12/13-2009/1/13）
- レッド・リン-紅い梅と蒼い梅-（講談社、全6巻、2010/1/13-2011/3/11）
- 天智と天武-新説・日本書紀-（原作：園村昌弘、小学館、全11巻、2013/2/28-2016/8/30）
- 卑弥呼（原作：リチャード・ウー、小学館、既刊18巻、2019/3/29-）